# 紀元前460年
紀元前460年（きげんぜん460ねん）は、ローマ暦の年である。
当時は、「ポプリコラとサビヌスが共和政ローマ執政官に就任した最初の年」として知られていた（もしくは、それほど使われてはいないが、ローマ建国紀元294年）。紀年法として西暦（キリスト紀元）がヨーロッパで広く普及した中世時代初期以降、この年は紀元前460年と表記されるのが一般的となった。

## 他の紀年法
- 干支 : 辛巳
- 日本
  - 皇紀201年
  - 孝昭天皇16年
- 中国
  - 周 - 貞定王9年
  - 秦 - 厲共公17年
  - 晋 - 出公15年
  - 楚 - 恵王29年
  - 斉 - 平公21年
  - 燕 - 孝公38年
  - 趙 - 襄子16年
- 朝鮮
  - 檀紀1874年
- ベトナム :
- 仏滅紀元 : 85年
- ユダヤ暦 : 3301年 - 3302年

## できごと

### エジプト
- エジプトは、アケメネス朝ペルシアの支配に対して反乱を起こした。エジプトのリーダーであるイナロス2世は、アテナイに対して支援を求めた。アテナイは、エジプトを植民地化し貿易を行うという条件でこれを受け入れ、キプロスに遠征していた200隻の三段櫂船を支援として派遣した。
- ペルシアからエジプトに派遣されていたサトラップのアケメネスは、ナイル川岸のパプレミスの戦いでエジプト軍に敗れ、殺害された。

### ギリシア
- アテナイがメガラ及びアルゴスと同盟を結び、それにスパルタが反発したこと等から、アテナイに率いられたデロス同盟と、スパルタに率いられたペロポネソス同盟の間で第一次ペロポネソス戦争が勃発した。アテナイ軍は、メガラからニサイアの港まで長大な壁を築き、メガラの古いライバルであるコリントスからの恨みを買った。
- アルゴスがスパルタに対して反乱を起こした。アテナイは、アルゴスとテッサリアを支援した。アルゴスの暴動を鎮圧するために派遣された少数のスパルタ軍は、オエノエでアテナイとアルゴスの連合軍に敗れた。

### 共和政ローマ
- パトリキとプレブスの間で衝突が発生した。また、奴隷による反乱も起こり、カンピドリオなどが占拠された。トゥスクルムの独裁官Lucius Mamiliusに率いられた援軍が到着すると、反乱は鎮圧されたが、執政官プブリウス・ウァレリウス・プブリコラが戦死し、ルキウス・クィンクティウス・キンキナトゥスが代わりの補充執政官に選出された。

### 芸術
- タソス島のポリュグノトスがアテナイのアゴラの北端にある彩られた柱廊を装飾した。
- 彫像Young Warriorの制作が始まり、おおよそ10年後に終わった。この像は、現在はレッジョ・ディ・カラブリアの国立考古学博物館に収蔵されている。
- オリンピアのゼウス神殿の西のペディメントに、彫像Apollo with battling Lapiths and centaursが作られた。現在は破片だけが残っており、オリンピアの考古学博物館に収蔵されている。
- オリンピアのゼウス神殿のフリーズに、メトープのレリーフAthena, Heracles and Atlasが作られた。現在はオリンピアの考古学博物館に収蔵されている。
- 現在は1つの脚がルーヴル美術館、頭が大英博物館に収蔵されているアポローンの彫像が作られた。

## 誕生
- デモクリトス：ギリシアの哲学者（紀元前370年没）
- ヒポクラテス：ギリシアの物理学者（紀元前377年没）
- トゥキディデス：ギリシアの歴史家（紀元前395年没）

## 死去
- エピカルモス：ギリシアの詩人（紀元前550年生）
- パーニニ：インドの言語学者（紀元前520年生）
- テミストクレス：アテナイの政治家、海軍戦略家（紀元前525年生）
- アケメネス：ペルシアのサトラップ
- プブリウス・ウァレリウス・プブリコラ：共和政ローマの執政官